# Лежава, Джумбер Давидович
Джумбер Лежава (груз. ჯუმბერ ლეჟავა; 23 июля 1939 — 25 июля 2014) — грузинский путешественник и спортсмен, многократный рекордсмен Книги рекордов Гиннеса.

## Биография
Джумбер Лежава  родился в Тбилиси 23 июля 1939 года но значительную часть своей жизни прожил в городе Рустави. В 1966 году окончил Тбилисский Политехнический Институт (квалификация — инженер-электрик). В 1987 году, после перенесённой тяжелой операции разработал собственную систему упражнений с помощью которой смог полностью восстановиться. В 1990—1992 годах установил несколько мировых рекордов по отжиманиям от пола и попал в Книгу рекордов Гиннеса. Позднее рекорды несколько раз были им улучшены (в последний раз в 2001 году).
В период с 13 августа 1993 года по 3 ноября 2003 года совершил кругосветное путешествие на велосипеде. В течение 3333 дней Джумбер Лежава посетил 234 государства и зависимые территории расположенные в Азии, Австралии, Океании, Северной и Южной Америке, Европе и Африке, 2 раза побывал в Антарктиде, преодолел 264 тыс. км. сменив за те годы девять велосипедов. Во время путешествия Джумбер Лежава снял более 50 000 фотографий, около 200 часов видеоматериала, написал 7000-страничный дневник о своих приключениях.
Является кавалером ряда государственных наград (в том числе - Орден Вахтанга Горгасали I степени и Государственная премия Грузии). Имеет статус "Путешественника-дипломата" - присвоенный ему Министерством иностранных дел Грузии (1993) а также награждён дипломом ЮНЕСКО - "Спортсмен мира" (1999). В 2002 году он был назван в Грузии "Человеком года", награждён государственными наградами. В последние годы Джумбер Давидович также активно занимался педагогической и общественной деятельностью.
Скончался 25 июля 2014 года от инсульта.